# UTYニュースワイド
『UTYニュースワイド』（ユーティーワイ ニュースワイド）は、テレビ山梨（UTY）で2003年9月26日まで毎週月曜日 - 金曜日まで放送されていたローカルニュース番組である。

## 概要
山梨県の1日の様々な出来事を記者リポートや特集を中心に伝えている。
18時30分開始の時代には、全国ニュースである『JNNニュースの森』が始まる5分前に予告編として『UTYヘッドラインニュース』という番組が生放送されていた。